# Guillaume Courtois

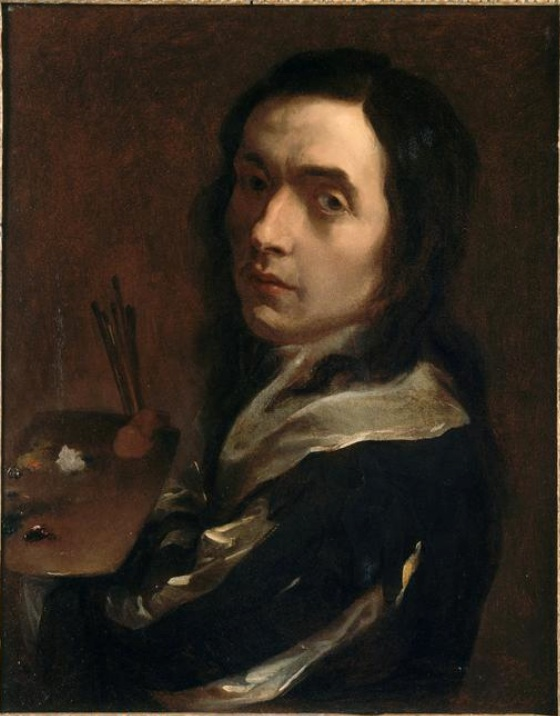
Presunto autoritratto

Guillaume Courtois /ɡiˈjom kuʁˈtwa/ o Guglielmo Cortesi (Saint-Hippolyte, 1628 – Roma, 15 giugno 1679) è stato un pittore e incisore francese.

## Biografia

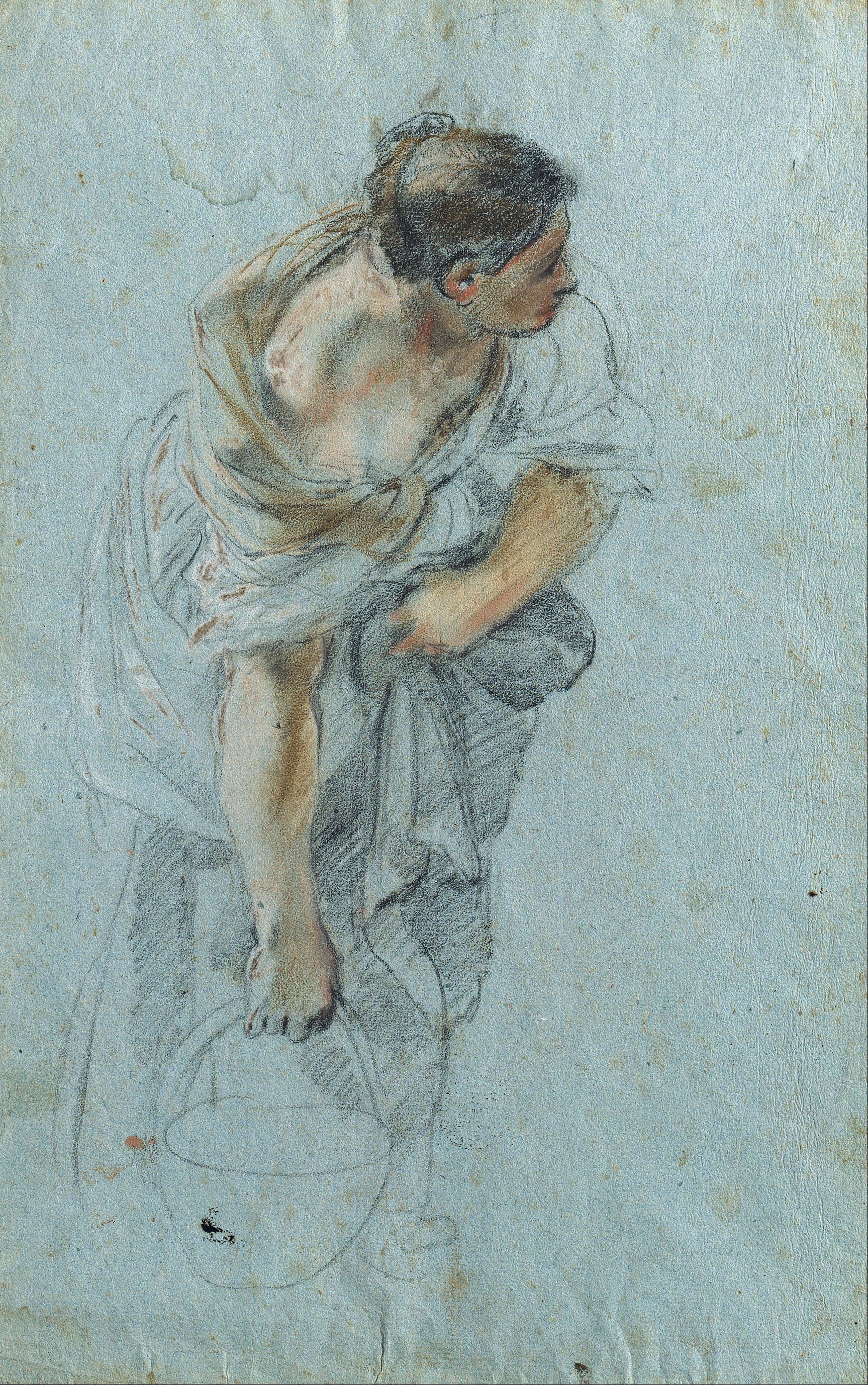
Studio per figura femminile

Fratello del pittore gesuita Jacques Courtois, fu soprannominato il Borgognone. Lavorò principalmente a Roma.
Giunse in Italia assieme al padre ed al fratello quand'era ancora bambino.
Si trasferì a Roma nel 1638 e studiò presso Pietro da Cortona, esercitandosi disegnando dal vero e copiando opere di Giovanni Lanfranco e Andrea Sacchi.
Studiò anche i pittori bolognesi e il Guercino e assunse uno stile classicheggiante con un leggero evidente manierismo, in parte somigliante a quello di Carlo Maratta.
Dapprima veloce operatore, fu sottostimato perché non poteva terminare i suoi quadri. Poi un'opera realizzata per l'ambasciatore di Venezia gli permise di farsi conoscere per il pittore di talento che era e gli procurò lodi da Pietro da Cortona stesso. Gli furono commissionati, allora, affreschi in San Giovanni in Laterano, nella galleria del Palazzo del Quirinale (La battaglia di Giosuè), in Santa Prassede (la volta della Cappella Cesi, oggi dedicata a San Pio X, con Dio benedicente e i Santi).
Eseguì parecchi studi a sanguigna che dimostrano la sua particolare attenzione nella preparazione delle figure per i suoi dipinti e composizioni disegnate a penna, inchiostro e acquerello.
Lavorò anche in cooperazione con il fratello, eseguendo alcune opere per i conventi dei Gesuiti. Collaborò con Gian Lorenzo Bernini durante il pontificato di Alessandro VII, ottenendo, grazie a lui, commissioni per la decorazione di chiese in Roma e nel circondario.
Encyclopaedia Britannica 1911 ha rilevato che "la sua tecnica nel disegno è migliore di quella di Jacques, ma tuttavia non gli è rivale in spirito, colore o composizione".
Guillaume Courtois morì di gotta il 15 giugno 1679.

## Opere
- La battaglia di Giosuè , Galleria del Palazzo del Quirinale
- La Crocifissione di Sant'Andrea, Sant'Andrea al Quirinale
- Cristo ammonisce Martha (ultima produzione)
- Assunzione della Vergine, 1663-1664, Collegiata di Santa Maria Assunta, Ariccia
- Adorazione dei Magi, 1665, Getty Museum
- Dio benedicente e i Santi, affresco, volta nella Basilica di Santa Prassede, Roma
- Sala dell'Acqua , 1659, Palazzo Doria-Pamphilj, Valmontone, Roma
- Sala del Principe , 1659, Palazzo Doria-Pamphilj, Valmontone, Roma - (collaborazione con Gaspard Dughet)
- Madonna del Rosario, 1673, Duomo di Monte Porzio Catone, Roma